# Пајтинг
Пајтинг (њем. Peiting) град је у њемачкој савезној држави Баварска. Једно је од 34 општинска средишта округа Вајлхајм-Шонгау. Према процјени из 2010. у граду је живјело 11.691 становника. Посједује регионалну шифру (AGS) 9190140.

## Географски и демографски подаци
Пајтинг се налази у савезној држави Баварска у округу Вајлхајм-Шонгау. Град се налази на надморској висини од 718 метара. Површина општине износи 75,1 km². У самом граду је, према процјени из 2010. године, живјело 11.691 становника. Просјечна густина становништва износи 156 становника/km².

## Међународна сарадња
| Мјесто            | Држава  | Врста сарадње | Од    |
| ----------------- | ------- | ------------- | ----- |
| Калви дел Умбрија | Италија | пријатељство  | 1989. |
| Извор             |         |               |       |